# Circuit intégré 7445

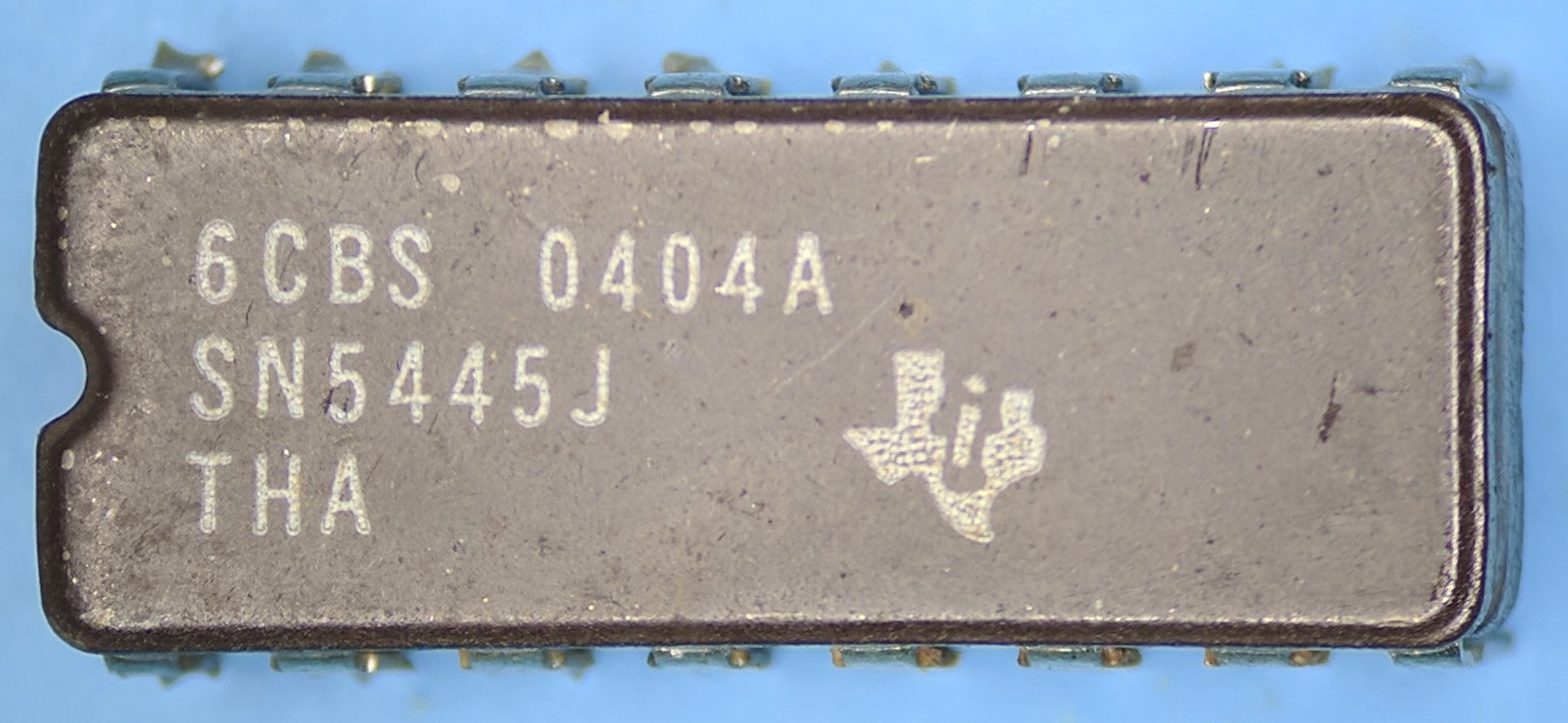
Circuit intégré 7445 (Texas Instruments SN5445J)

Die d'un 5445

Le circuit intégré 7445 fait partie de la série des circuits intégrés 7400 utilisant la technologie TTL.
Ce circuit est un décodeur BCD vers décimal avec une sortie à collecteur ouvert d'une protection de 30 volts.